# Daniela Vassalli
Daniela Vassalli (Barzizza, 22 febbraio 1975) è una maratoneta e fondista di corsa in montagna italiana.

## Biografia
Suo figlio Sebastiano Parolini è un mezzofondista con anche varie convocazioni nelle nazionali giovanili (oltre che vincitore di varie medaglie ai campionati italiani assoluti e di una medaglia d'oro agli Europei di corsa campestre).
Inizia a correre all'età di 29 anni; in parallelo all'attività sulle distanze classiche dell'atletica (prevalentemente maratone e mezze maratone), ha anche gareggiato nel Vertical World Circuit di skyrunning, specialità in cui nel 2007 è anche stata campionessa mondiale.

## Campionati nazionali
2014
- 5ª ai campionati italiani master di corsa in montagna, SF35 - 54'09"[4]

2018
- 11ª ai campionati italiani master di maratonina, categoria SF40 - 1h30'05"[5]
- Bronzo ai campionati italiani master di corsa in montagna, SF40 - 41'22"[6]

2019
- 7ª ai campionati italiani master di maratonina, categoria SF40 - 1h31'27"[7]
- Oro ai campionati italiani master di corsa campestre a staffetta, categoria SF40[8]

2021
- 16ª ai campionati italiani master di 10 km su strada, categoria SF45 - 43'24"
- 18ª ai campionati italiani master di corsa campestre, categoria SF45

2022
- Oro ai campionati italiani master di corsa campestre a staffetta, categoria SF45

## Altre competizioni internazionali
2005
- Bronzo alla Cielo Sky Marathon ( Corteno Golgi), 42,195 km - 5h50'21"
- Argento alla Mezza maratona di Castel Rozzone ( Castel Rozzone) - 1h21'30"

2006
- Oro alla Maratona sul Brembo ( Treviolo) - 3h04'40"
- Argento alla Maratona di Custoza ( Sommacampagna) - 2h56'58"
- Oro alla Maratona di Siracusa ( Siracusa) - 2h57'30"
- Bronzo alla Cielo Sky Marathon ( Corteno Golgi), 42,195 km - 5h25'11"
- Bronzo alla Valposchiavo-Valmalenco ( Lanzada), 30 km - 3h52'41"
- Oro alla Mezza maratona di Verona ( Verona) - 1h19'40"
- Oro alla Maratonina di San Gaudenzio ( Casalbeltrame) - 1h19'56"
- 5ª alla Mezza maratona di Riva del Garda ( Riva del Garda) - 1h21'06"

2007
- Oro alla Maratona di Bergamo ( Bergamo) - 2h54'13"
- Oro alla ColleMar-athon ( Fano) - 3h01'55"
- Oro alla Maratona di Piacenza ( Piacenza) - 2h50'31"
- Bronzo alla Maratona di Verona ( Verona) - 2h58'50"
- Bronzo alla Cielo Sky Marathon ( Corteno Golgi), 42,195 km - 5h33'32"
- 7ª alla Mezza maratona di Cremona ( Cremona) - 1h19'25"
- Bronzo alla Mezza maratona delle due perle ( Santa Margherita Ligure) - 1h19'44"
- Bronzo alla Mezza maratona del Garda ( Toscolano Maderno) - 1h20'22"
- Argento alla Mezza maratona di Castel Rozzone ( Castel Rozzone) - 1h21'41"
- Bronzo alla Mezza maratona di San Genesio ( San Genesio Atesino) - 1h34'25"
- Bronzo al Trofeo Tre Campanili ( Vestone), 21,097 km - 1h33'50"
- Argento al Memorial Pierluigi Plebani ( Adrara San Martino), 7,8 km - 36'48"

2008
- 23ª alla Maratona di New York ( New York) - 2h57'38"
- 11ª alla Milano Marathon ( Milano) - 2h53'33"
- Oro alla Maratona d'Europa ( Trieste) - 2h50'51"[9]
- 9ª alla Maratona di Zurigo ( Zurigo) - 2h48'32"
- Oro alla Maratona di Piacenza ( Piacenza) - 2h53'44"
- Argento alla Maratona di Lecco ( Lecco) - 2h57'21"
- Bronzo alla Cortina-Dobbiaco ( Cortina-Dobbiaco), 30 km - 2h04'52"
- 12ª alla Sierre-Zinal ( Zinal), 30 km - 3h29'28"
- 5ª alla Marcialonga Running ( Cavalese), 24,12 km - 1h40'14"
- Oro alla Mezza maratona di Busto Arsizio ( Busto Arsizio) - 1h20'00"
- Oro alla Mezza maratona di Ferrara ( Ferrara) - 1h20'04"
- Argento alla Mezza maratona di Como ( Como) - 1h21'51"
- 4ª alla Mezza maratona di Cantù ( Cantù) - 1h22'39"
- 5ª alla Mezza maratona di Bologna ( Bologna) - 1h23'35"
- Bronzo alla Mezza maratona del Parco del Delta del Po ( Rosolina) - 1h25'48"
- Argento alla Montefortiana Turà ( Monteforte d'Alpone), mezza maratona - 1h27'56"
- 17ª al Memorial Pierluigi Plebani ( Adrara San Martino), 7,8 km - 37'44"
- 5ª al Trofeo Zanni ( Vertova)

2011
- 8ª alla Mezza maratona di Crema ( Crema) - 1h28'55"

2012
- Argento al Giro Podistico delle Isole Eolie ( Isole Eolie), 40,35 km (corsa a tappe) - 2h50'56"
- 14ª alla Mezza maratona di Crema ( Crema) - 1h28'23"
- 6ª alla Mezza maratona delle Groane ( Senago) - 1h29'16"
- 6ª alla Mezza maratona di Treviglio ( Treviglio) - 1h30'21"
- 6ª alla Mezza maratona di Cellatica ( Cellatica) - 1h31'04"
- 9ª ai Diecimila Città di Bergamo ( Bergamo) - 39'45"
- 5ª alla Stralugano ( Lugano) - 40'44"

2013
- Oro al Gir di Pucc ( San Giovanni Bianco)[10]

2014
- 7ª al Trofeo Tre Campanili ( Vestone), 21,097 km - 1h53'04"
- 6ª alla Moggio-Artavaggio ( Moggio), 5 km - 47'49"
- Oro alla Marcia coi Lupi ( Gorno)[11]

2016
- 30ª alla Maratonina della Città Murata ( Cittadella) - 1h32'19"
- 5 alla Alpin Cup ( Sesto San Giovanni), mezza maratona - 1h33'59"[12]

2017
- Argento alla Mezza maratona di Padenghe ( Padenghe) - 1h33'09"
- 13ª alla Mezza maratona di Crema ( Crema) - 1h33'11"
- 34ª al Cross di Gussago ( Gussago), 4 km - 17'38"

2018
- 15ª alla Mezza maratona di Vigevano ( Vigevano) - 1h35'54"
- Argento al Moscato di Scanzo Trail ( Scanzorosciate) - 1h55'26"[13]
- Bronzo alla Castione Vertical ( Castione della Presolana) - 39'12"[14]

2019
- 7ª alla Mezza maratona di Trani ( Trani) - 1h31'27"
- 5ª alla Mezza maratona di Padenghe ( Padenghe) - 1h37'01"